# Nils Ferlin
Nils Ferlin (11 des 1898—21 oct 1961) va ser un poeta i lletrista suec.

## Biografia

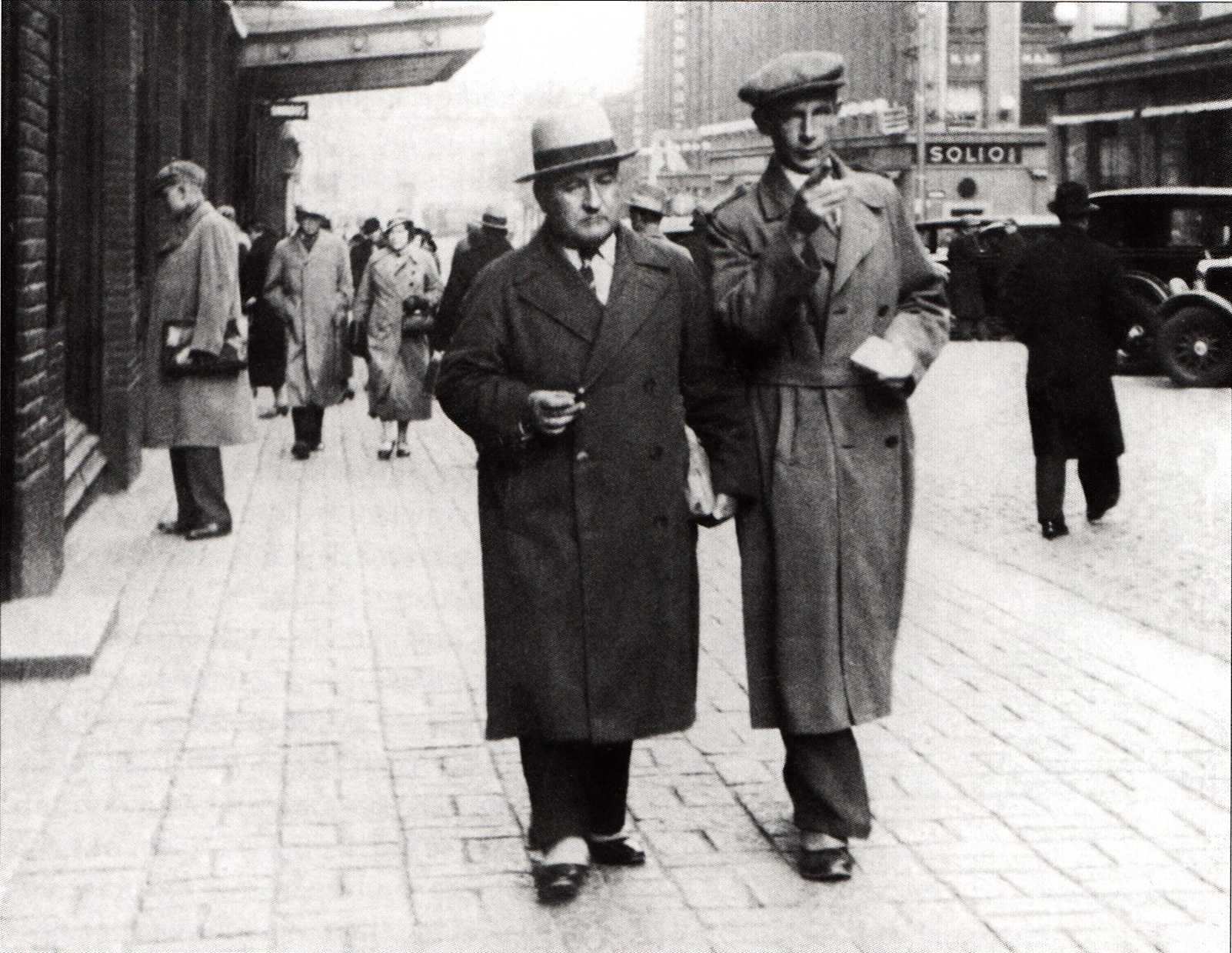
Ferlin (dreta) i el poeta finlandès Elmer Diktonius a Hèlsinki, 1936.

Nils Ferlin va néixer a  Karlstad, Värmland, on va treballar el seu pare a Nya Wermlands-Tidningen. El 1908 la família es va traslladar a Filipstad, i el seu pare va començar el seu propi periòdic. Tanmateix, el seu pare va morir, i la família es va traslladar des de la seva còmoda residència fins a una residència més humil en el districte industrial perquè Ferlin pogués acabar la seva educació. Es va graduar als setze anys.
Ferlin va tenir una carrera secundària com a actor i va debutar a l'edat de disset anys Salomé d'Oscar Wilde. Va continuar la seva carrera amb una companyia de teatre itinerant.
Encara que molts dels poemes de Ferlin són malenconiosos, no tenen humor. A diversos se'ls va posar música i es van convertir en cançons populars com En valsmelodi, un atac a la indústria de la música. Ferlin va vendre més de 300.000 volums de la seva poesia durant la seva vida. El seu atractiu durador s'atribueix en part a la seva vívida representació del centre d'Estocolm abans de la renovació urbana i la seva associació amb la cultura popular que hi va florir.
S'han erigit diverses estàtues de Nils Ferlin a Suècia: una a Filipstad d'ell assegut en un banc del parc, un a la plaça de la ciutat de Karlstad d'ell dempeus sobre una taula i un a prop de Klara kyrka a Estocolm d'ell il·luminant una cigarreta.
Les lletres de Ferlin han estat traduïdes a l'anglès per Martin S. Allwood, Fred Lane, Thord Fredenholm i Roger Hinchliffe.